# Heel

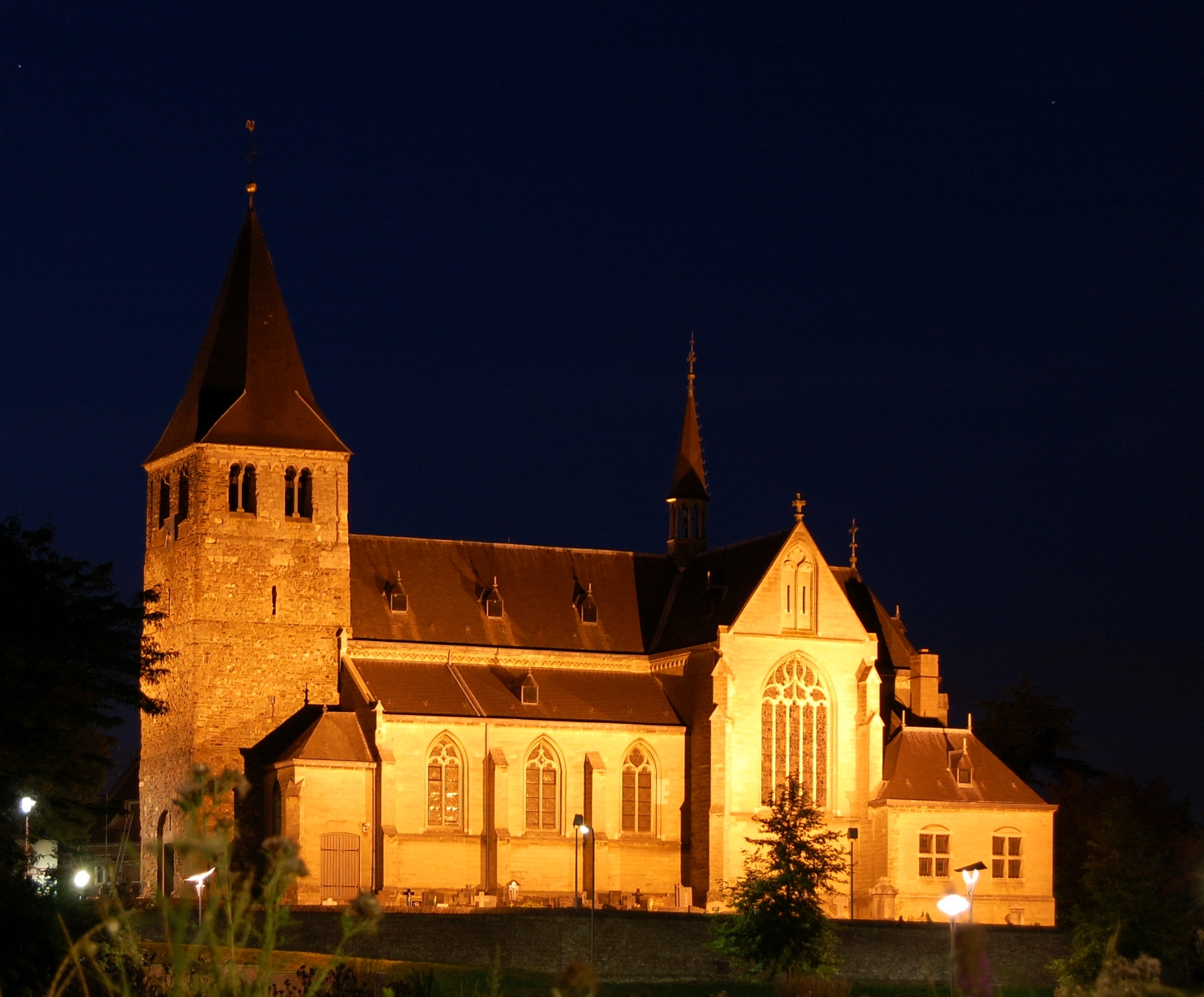
Kyrkan i kvällsbelysning.

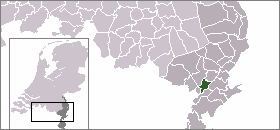
Heels läge

Heel är en historisk kommun i provinsen Limburg i Nederländerna. Kommunens totala area är 25,36 km² (där 5,83 km² är vatten) och invånarantalet är på 9 967 invånare (2005).